# Numero 18
Cyborg numero 18 (人造人間１８号?, Jinzō ningen jū hachi gō) è un personaggio del manga Dragon Ball di Akira Toriyama. Compare anche nelle varie opere derivate, tra cui le serie televisive anime Dragon Ball Z, Dragon Ball GT e Dragon Ball Super, i film, gli OAV e numerosi videogiochi. Nel doppiaggio italiano degli anime Dragon Ball Z, Dragon Ball GT e Dragon Ball Super è chiamata C-18.
È il diciottesimo cyborg costruito dal Dottor Gelo in ordine cronologico. 18 è la sorella gemella di Numero 17, insieme al quale è stata trasformata in cyborg dal Dottor Gelo con lo scopo di eliminare Son Goku. Il nome che aveva da umana prima della conversione in cyborg era Lazuli (ラズリ), che unito a quello del fratello 17 (Lapis) forma la parola "lapis-lazzuli". 18 e suo fratello sono anche i due cyborg che Cell ha bisogno di assorbire per diventare l'"essere perfetto". Dopo che il drago Shenron rimuove la carica esplosiva dal suo corpo, 18 si sposa con Crilin, con cui poi ha una figlia di nome Marron.

## Descrizione
Numero 18 viene raffigurata come una bellissima ragazza dai capelli biondi. Nella sua prima apparizione indossa un giubbotto di jeans, una maglia nera con le maniche a righe, minigonna sempre di jeans, calze nere e stivali. In seguito si comprerà nuovi vestiti, variando per ben cinque volte durante la serie il suo guardaroba. Oltre ad avere un'enorme potenza, come Numero 17, non invecchia mai: in tutta la serie il suo aspetto non è mai cambiato. Come tutte le creazioni del Dr. Gelo indossa un paio di orecchini d'oro circolari.
Nonostante l'obiettivo di distruggere Goku (impostato forzatamente dal Dr. Gelo), ella non considera ciò una missione, bensì una sorta di gioco per trovare e affrontare Goku. Nonostante sia un cyborg, insieme a 17, può provare dolore e vergogna, questo perché i due cyborg hanno una base umana, mentre gli altri esseri artificiali emanano versi di stupore o rabbia.
Amante dello shopping insieme alla figlia, 18 ama soprattutto il denaro: durante la finale con Mr. Satan, non interessata al titolo di campione quanto al denaro del premio, si fa corrompere con il doppio dell'ammontare del premio (20.000.000 di zeni) e finge di farsi sconfiggere da Mr. Satan, permettendogli di conservare il titolo mondiale. Nel film L'irriducibile Bio-Combattente decide di prestare il proprio aiuto a Satan in cambio di un paio di "milioncini" oltre alla cifra del Tenkaichi. Alla fine del film questa cifra ha raggiunto il grasso compenso di 60.000.000. Quando infine Mr. Satan le chiederà nuovamente aiuto per essere tirato fuori da un fiume perché "non sa nuotare" 18 gli chiede in cambio un totale di 100.000.000. Mr.Satan impara sul posto a nuotare e non si sa se questa cifra sia stata versata fino a questo punto. Nell'ONA uscito nel 2008 chiede al marito perché voglia andare a combattere contro Abo e Kado, visto che non c'è nessuna ricompensa in palio.
18 è molto seria e apparentemente sa sorridere solo a Crilin, Marron e a suo fratello gemello, anche se nell'arco di Majin Bu la si vedrà sorridere e talvolta arrossire per la vergogna a causa di qualche complimento dei guerrieri, specialmente da quelli di suo marito Crilin e sua figlia Marron.
18 può avere figli perché, come spiegato da Crilin a Goku quando questi torna sulla Terra dall'aldilà in occasione del torneo, ha solo dei circuiti integrati nel cervello, ma il suo corpo resta quello di un essere umano (come suo fratello 17).
Nell'anime di Dragon Ball Super quando Marron, la figlia di 18 e Crilin, chiede a Numero 17 quanti anni avesse, lui le dice che ne ha 17 e benché questo fa supporre che lui e la sorella sono stati trasformati quando avevano diciassette anni e che da allora sono diventati essenzialmente immortali non cambiando mai nel corso degli anni, è implicito che comunque 17 stesse solo scherzando prendendo come ispirazione il suo numero di serie. In Dragon Ball Z: Budokai Tenkaichi 3 si afferma che 18 è la sorella maggiore di 17.

## Storia

### Passato
Non si conoscono molti fatti riguardanti il passato di Numero 18 e del fratello quando erano ancora semplici umani. Sia lei che Numero 17 vennero trasformati in cyborg dal dottor Gelo quando erano ragazzi umani. Il loro nuovo obiettivo era comune ad altri androidi e cyborg della stessa serie: la morte di Son Goku, "colpevole" di aver distrutto l'organizzazione Red Ribbon presso cui il dottore compiva le sue ricerche.

A loro insaputa, però, il fine ultimo della creazione di entrambi era quello di poter essere assorbiti da Cell, in modo da permettergli di raggiungere il suo corpo perfetto.

### Dragon Ball
Appare per la prima volta quando viene attivata dal Dr. Gelo per lo scontro con i guerrieri. Insieme a 17 libera Numero 16 e dimostra una forza fuori dal comune, riuscendo a sconfiggere Vegeta e Trunks del futuro trasformati in Super Saiyan. Si avvicina a Crilin e senza fargli del male gli dà un bacio (facendolo innamorare di lei), infine lei, 17 e 16 rubano un'auto con l'intento di trovare e uccidere Goku. I cyborg giungono prima alla casa di Goku e poi alla Kame House, dove 18 assiste allo scontro tra Piccolo e suo fratello. In seguito, con l'arrivo di Cell e l'assorbimento di 17 da parte del mostro, viene protetta prima da 16 e poi da Tenshinhan che, attraverso il suo Nuovo Cannone dell'Anima, riesce a far scappare i due cyborg. Crilin avrà la possibilità di disattivarla con un comando di disattivazione ma non trova il coraggio di farlo a causa dei sentimenti che prova per lei, purtroppo 18 viene assorbita da Cell, il quale raggiunge così la sua forma perfetta. Durante lo scontro tra Gohan e Cell, quando quest'ultimo viene gravemente danneggiato, la rigurgita ritornando così al suo precedente stadio, ma solo per un breve periodo. Viene protetta da Crilin, il quale la porta al palazzo di Dio dove chiede a Shenron di rimuovere l'esplosivo dentro il suo corpo.
Dopo sette anni, periodo in cui si è sposata con Crilin da cui ha avuto una figlia, Marron, decide di partecipare al 25º Torneo Tenkaichi sotto invito di Gohan. Arriva in finale dove sconfigge Jewel, poi affronta Goten e Trunks, che si erano travestiti per poter partecipare al torneo degli adulti. Dopo averli smascherati, si ritrova a combattere contro Mr. Satan. Tuttavia 18, non interessata al titolo di campione quanto al denaro del premio, si fa corrompere con il doppio dell'ammontare del premio (20.000.000 di zeni) e finge di farsi sconfiggere da Mr. Satan, permettendogli di conservare il titolo mondiale. In questo modo viene sconfitta da un semplice pugno del campione. Prima di lasciare Mr. Satan gli rivela che se non avrà il premio entro il giorno successivo lo ucciderà. Viene poi uccisa da Majin Bu quando il demone rosa elimina quasi tutti i presenti nel palazzo di Dio, trasformandola in cioccolata e assorbendola parzialmente, per poi essere riportata in vita assieme al resto dell'umanità tramite un desiderio espresso con le sfere del drago. Dona poi l'energia alla sfera Genkidama di Goku.

### Dragon Ball Super
In Dragon Ball Super, ambientato qualche tempo dopo la sconfitta di Majin Bu, 18 viene invitata insieme alla sua famiglia alla festa di compleanno di Bulma sulla sua nave. Quando il Dio della distruzione Beerus giunge sulla nave si arrabbia con Majin Bu e dichiara di voler distruggere la Terra. 18 insieme a Tenshihan e Piccolo (solo nell'anime) tentano di fermare la divinità senza successo. Assiste poi allo scontro tra Goku, trasformato in Super Saiyan God, contro Beerus.
Quando Freezer si reca sulla Terra per vendicarsi, Crilin chiede alla moglie di rimanere con Marron. Tempo dopo, Goku chiede a Crilin e 18 di partecipare al Torneo del Potere indetto da Zeno in rappresentanza del Settimo Universo, una battle royale dove gli otto universi che vi parteciperanno faranno scendere in campo una squadra di dieci guerrieri ciascuno, facendo credere ai due coniugi che per il vincitore ci sarà un premio in denaro, inoltre aiuterà Goku a trovare suo fratello 17 affinché combatta anche lui. Solo in un secondo momento scopriranno che gli universi che perderanno verranno distrutti. 18 e Crilin combatteranno al torneo insieme a Goku, Vegeta, 17, Gohan, Tenshinhan, Muten, Piccolo e Freezer. Nell'anime sconfiggerà numerosi avversari come Sorrel del Nono Universo, Tupper e Cocotte dell'Undicesimo Universo e Brianne de Château del Secondo Universo, inoltre insieme a Crilin sconfigge Shosa del Quarto Universo e insieme a 17 sconfigge Biarra del Terzo Universo. Nel manga invece sconfigge facilmente Pran e Jimeze del Secondo Universo. Nella serie animata viene eliminata dal torneo a causa di Anilaza, guerriero nato dalla fusione dei combattenti del Terzo Universo, nel tentativo di salvare 17 mentre nel manga viene sconfitta da Gamisaras, guerriero del Quarto Universo. Comunque la sua squadra alla fine si aggiudica la vittoria del Torneo del Potere.
Quando lo stregone Molo, seguito dai suoi mercenari, attaccherà la Terra, Numero 18 insieme ai suoi compagni, difenderà il pianeta combattendo contro Shimorekka, uno dei soldati più pericolosi di Molo, battendolo facilmente. Numero 18 combatterà contro Molo il quale verrà sconfitto per mano di Goku.
Insieme al marito Crilin, raggiunge il quartier generale della rinata Red Ribbon nel tentativo di aiutare Gohan e Piccolo a distruggere l'organizzazione criminale, 18 giunge all'ultimo momento quando viene attivato Cell Max, il cyborg più forte della Red Ribbon, a quel punto 18 lo affronta e la battaglia si conclude con Gohan che distrugge Cell Max.

### Dragon Ball GT
In Dragon Ball GT 18 assume una scarsa rilevanza. Come suo marito Crilin, viene controllata da Baby e insiste per partire per il pianeta Plant, ma il suo posto viene preso da Majin Bu. Alla fine viene liberata insieme a tutti gli abitanti della Terra.
Viene quasi controllata da C-17 (a sua volta controllato dal suo clone), ma viene fatta tornare in sé da suo marito Crilin.
Quando Crilin viene ucciso da 17, 18 attacca il fratello, che potenziato dalla sua controparte la sconfigge pesantemente.
In seguito aiuta Goku nella lotta contro Super C-17 per vendicare la morte di Crilin, ucciso dal super cyborg; in sostanza 18 scopre il punto debole di Super C-17 ed inizia a colpirlo in continuazione con dei colpi spirituali, in questo modo il malvagio cyborg è costretto ad immobilizzarsi per assorbire l'energia ricevuta, ed in quel frangente Goku ne approfitta e lo distrugge con il Pugno del Drago.
Poco dopo capisce che la colpa della morte di suo marito non è avvenuta per mano di C-17, ma a causa anche del Dr. Gelo che controllava suo fratello.

## Poteri e abilità
Numero 18, insieme al fratello 17, è il cyborg più potente del Dr. Gelo, infatti è stato inteso in Dragon Ball Super che il suo potere come quello di 17 abbia superato quello di Cell. Possiede delle capacità sovrumane che le offrono una forza e una velocità persino superiori a quella di un Super Saiyan e pari a quella di Piccolo dopo essersi unito con Dio.
18 riesce a scagliare enormi quantità di colpi energetici molto potenti senza sosta grazie alla sua energia illimitata, grazie a Crilin padroneggia anche ottimamente la tecnica del Kienzan. Come tutti i cyborg oltre ad avere energia infinita e una grande potenza d'attacco riesce a creare barriere di energia per proteggersi dagli attacchi nemici. 18, in realtà ha enormi potenzialità. Infatti in Dragon Ball Super suo fratello 17 si è rivelato abbastanza forte da superare in potenza il Super Saiyan 2 e dato che 18 durante il Torneo del Potere ha dato prova di stare a pari passo con lui è implicito che abbia un potere enorme al pari di guerrieri come Gohan o Piccolo.

## Numero 18 del futuro
Nella linea temporale di Trunks del futuro compare una controparte di Numero 18. Nonostante l'aspetto sia identico alla 18 del presente, la sua personalità è completamente diversa dalla controparte del presente (ciò è causato dai continui abusi di riprogrammazione del dottor Gelo della realtà di Trunks): ella è una persona dalla personalità sadica, meschina e aggressiva. Al contrario di Numero 17 del futuro, non ama giocare e talvolta si arrabbia persino con il fratello. Ritiene gli umani insopportabili e dei buoni a nulla, affermando come il solo guardarli la faccia innervosire. Al ritorno di Trunks dal futuro, vuole ucciderlo immediatamente (a differenza di 17 che voleva divertirsi combattendoci), ma nel manga viene distrutta in un istante da Trunks con un colpo energetico dopo un breve scontro corpo a corpo, durante il quale Trunks si è dimostrato nettamente superiore dopo gli eventi avvenuti nell'altra linea temporale. Si dimostra molto protettiva nei confronti del gemello, come durante il combattimento tra Gohan e 17, quando si precipita a soccorrerlo trovandosi in difficoltà contro il saiyan. Nello scontro con Trunks del futuro trasposto nell'anime, tuttavia, 17 non interviene in aiuto della sorella, rimanendo immobilizzato dalla paura.